# Zlodica
Zlodica – wieś w Rumunii, w okręgu Jassy, w gminie Ceplenița. W 2011 roku liczyła 290 mieszkańców.